# In nomine Domini
In nomine Domini, do incipit em latim ("Em nome do Senhor"), é uma bula pontifícia do Papa Nicolau II e cânon do Concílio de Roma, promulgada em 13 de abril de 1059,  estabelecendo como únicos eleitores do Papa os cardeais-bispos, com a aprovação (tal como determinado pelos cardeais-bispos) dos cardeais-diáconos e cardeais-padres (seguido pelos leigos e pelo Sacro Imperador Romano  que foi a base da preeminência hierárquica dos cardeais na Igreja Romana. O sufrágio foi estendido a todos os cardeais durante o cisma do Antipapa Clemente III em 1084, e a cooperação do clero inferior foi dispensada em 1189, iniciando-se o estabelecimento do Colégio Cardinalício, que porém não entraria em funções senão aquando da eleição do Papa Inocêncio II em 1130.
A bula estabelece que qualquer antipapa eleito contrariamente aos procedimentos estabelecidos deve ser "sujeito, como um anticristo e invasor e destruidor de toda a Cristandade, a um perpétuo anátema."

## Eventos históricos
Até a publicação da bula, a eleição do papa era muitas vezes decidida por um processo eleitoral de carente de envergadura cristã e subordinado a ações do poder temporal.  O Sacro Imperador Romano freqüentemente nomeava diretamente o substituto de um papa falecido, ou o pontífice nomeou seu próprio sucessor. Tal nomeação sob a lei canônica não era uma eleição válida e os eleitores legais teriam que ratificar a escolha, embora indubitavelmente eles seriam naturalmente influenciados pelas circunstâncias para dar efeito à preferência imperial.  Na década de 1050, o cardeal Hildebrand (o futuro papa Gregório VII) começou a desafiar o direito de aprovação do Sacro Imperador Romano.  O predecessor do papa Nicolau II, o papa Estêvão IX, havia sido eleito durante um período de confusão após a morte do imperador Henrique III e, 12 meses depois, a morte do papa Vítor II, que Henrique III havia instalado como papa. A eleição de Estevão IX obteve o consentimento da imperatriz-regente, Agnes de Poitou, apesar da omissão das preliminares tradicionais e da espera dos cardeais pela indicação imperial. Logo após sua nomeação como papa em 1058, com a morte de Estevão IX, Nicolau II convocou um sínodo em Sutri, com o endosso imperial provido pela presença de um chanceler imperial. A primeira tarefa do Sínodo foi denunciar e excomungar o antipapa Bento X, eleito irregularmente, que era um fantoche do poderoso conde de Tusculum e atualmente em Roma. Acompanhado pelas tropas fornecidas pelo duque de Lorraine, Nicolau partiu para Roma e Bento fugiu. Nicolau foi consagrado papa em 24 de janeiro de 1059 com ampla aceitação do povo romano. Preocupado em evitar futuras controvérsias nas eleições papais e em conter a influência externa exercida pelos partidos não eclesiásticos, em abril de 1059 convocou um sínodo em Roma. Onde foi emitida a bula In Nomine Domini como a codificação das resoluções do sínodo.

## Conteúdo
Direitos do Sacro Imperador Romano
A bula reduziu os direitos do imperador nas eleições papais. Especificamente, o seguinte foi introduzido na lei canônica: 
- Implicitamente, o direito de aprovação do pontífice romano pelo imperador foi abolido.[12]
- O direito de confirmação imperial do papa foi mantido, mas tornou-se menos poderoso, sendo um mero privilégio pessoal concedido ao imperador pela Sé Romana e poderia ser revogado a qualquer momento.[11]

Reforma da Igreja
Nicolau também introduziu reformas para combater os escândalos dentro da igreja na época, especialmente no que diz respeito às vidas de sacerdotes e religiosos. As seguintes proibições foram publicadas: 
- Ordenações Simonical foram proibidos.[13]
- A investidura leiga foi proibida.[14]
- Foi proibida a assistência e a celebração da Missa por um padre que vivia em concubinato notório.[13]
- As regras que regem a vida dos cônegos e freiras proclamadas na dieta de Aix-la-Chapelle em 817 foram rescindidas.[13]

Eleições papais
A maior parte da bula lida com eleições papais. O procedimento e as regras podem ser resumidos da seguinte forma: 
- Quando um papa morre, os cardeais-bispos devem conferir entre si um candidato.[13]
- Quando um candidato foi deduzido, os cardeais-bispos e todos os outros cardeais devem proceder a uma eleição.[13]
- O restante do clero e leigos mantêm o direito de aclamar sua escolha.[11]
- Um membro do clero romano deve ser escolhido, a menos que um candidato qualificado não possa ser encontrado. Neste caso, um eclesiástico de outra diocese pode ser eleito.[14]
- A eleição deve ser realizada em Roma, a menos que influências externas tornem isso impossível. Neste caso, a eleição pode ocorrer em outro lugar.[14]
- Se a guerra ou outras circunstâncias impedirem a entronização papal ou a coroação do candidato eleito, o candidato ainda gozará de plena autoridade apostólica.[13]
- O direito de confirmação imperial do papa foi mantido, mas tornou-se menos poderoso.[10]

## Rescaldo e recepção

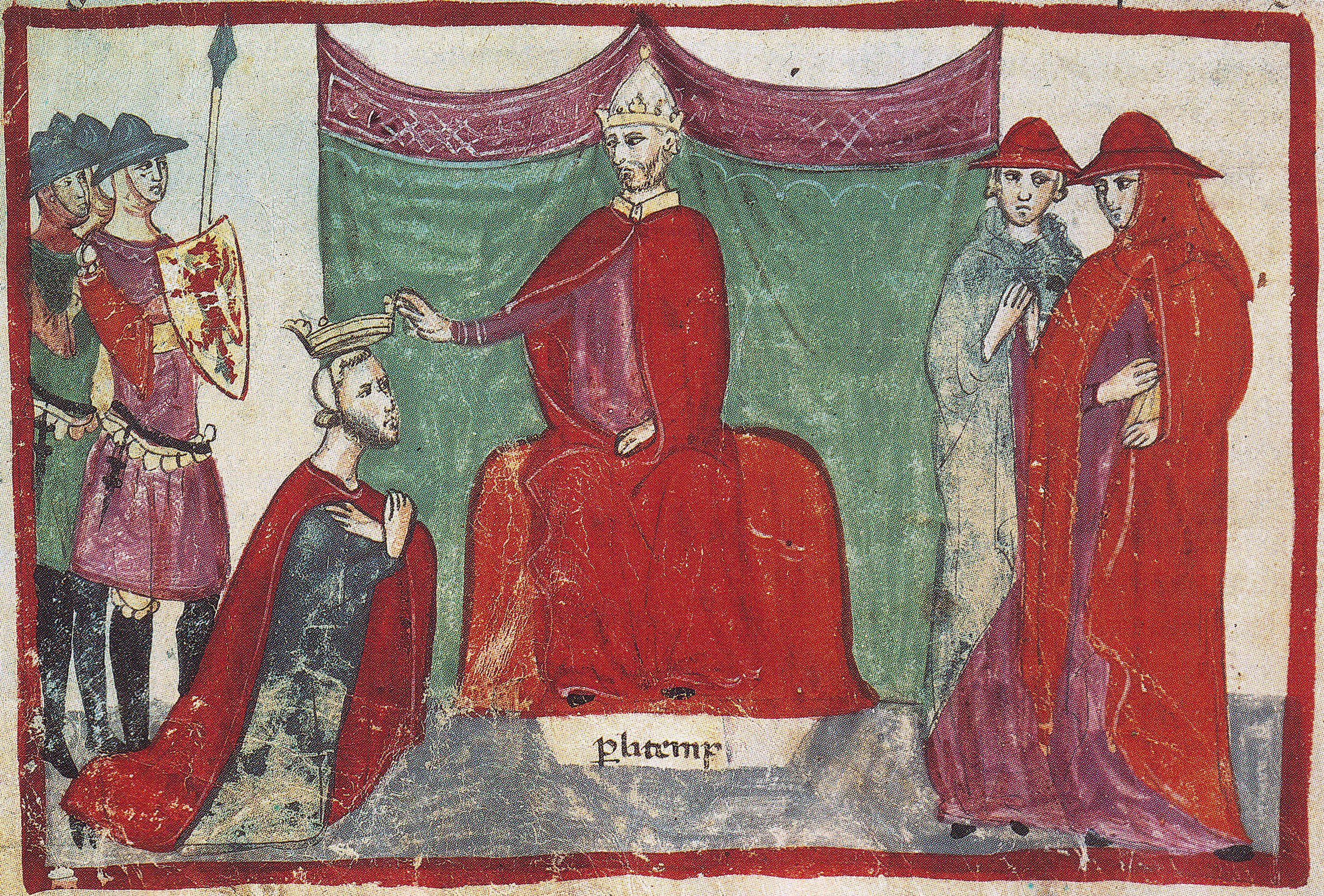
Robert Guiscard é proclamado pelo papa Nicolau II como um duque enquanto os cardeais-bispos observam.

A bula foi seguida por uma aliança entre o papado e Robert Guiscard, que foi feito Duque de Apúlia e Calábria e Sicília pela Santa Sé em troca de uma homenagem anual e garantindo a segurança da Sé de São Pedro. Não obstante a bula, o sucessor de Nicolau II, o papa Alexandre II, foi consagrado sem a aprovação do regente da Imperatriz, e por isso foi combatido pelo imperador Honório II. As reformas eleitorais da bula não foram bem recebidas em todos os quadrantes. O precedente que apenas os cardeais-bispos poderiam votar nas eleições foi recebido com desdém pelo clero romano menor. Os cardeais-bispos, por causa de seus ofícios, eram “nitidamente não-romanos”, removendo assim o controle da igreja metropolitana romana sobre a eleição do pontífice. Abula também foi um retrocesso para os cardeais-sacerdotes e cardeais-diáconos, dos quais, em teoria, o próximo papa teve que ser escolhido antes de a bula ser emitido.

## Legado
In Nomine Domini foi a primeira de uma série de bulas que reformaram radicalmente o processo de eleição para a Cátedra de São Pedro. A bula, no entanto, não removeu totalmente a influência da facção imperial. Pelo contrário, o poder do Sacro Imperador Romano foi gradualmente erodido até que ele foi privado de seu privilégio de nomeação papal na Concordata de Worms em 1122. A bula também foi fundamental para o estabelecimento do Colégio de Cardeais, que não entrou plenamente em vigor até a eleição do papa Inocêncio II em 1130. Pela primeira vez os cardeais foram distinguidos como um grupo separado para os mais altos privilégios de a igreja, incluindo a eleição do sucessor de São Pedro.

## A Bula
Em nome do nosso Senhor Deus, Jesus Cristo, Nosso Salvador, no ano de 1059 de sua Encarnação, na duodécima indicção, perante os santos evangelhos, sob a presidência do reverendíssimo e beatíssimo papa apostólico, Nicolau, na patriarcal basílica lateranense, chamada basílica de Constantino, com todos os reverendíssimos arcebispos, bispos, abades e veneráveis presbíteros e diáconos, o mesmo venerável pontífice, decretando com autoridade apostólica, disse:
Vossas Eminências, diletíssimos bispos e irmãos, conhecem, e igualmente o sabem os membros de categoria hierárquica inferior, quanta adversidade esta Sé Apostólica, à qual sirvo por vontade divina, desde a morte de Estevão, nosso predecessor de feliz memória, suportou; quantos golpes e ofensas os traficantes simoníacos lhe infligiram, até ao ponto em que a coluna do Deus vivo, sacudida, parecia quase vacilar, e Sé pontifícia aparentava estar prestes a mergulhar nas profundezas do abismo. Por isso, que seja do agrado dos meus irmãos, o dever de enfrentar os eventos futuros, com a ajuda de Deus, e fazer uma constituição eclesiástica que resista aos males que acaso venham a ocorrer, a fim de que nunca prevaleçam. Por conseguinte, apoiando-nos nas autoridades dos nossos predecessores e na de outros sumos pontífices, decretamos e estabelecemos o seguinte: quando o bispo desta Igreja romana universal vier a falecer, os cardeais bispos decidam entre si, com a devida atenção, chamando posteriormente os cardeais presbíteros, e igualmente se associem aos outros membros do clero e ao povo, com vista a proceder a uma nova eleição, evitando assim que a triste moléstia da venalidade não tenha oportunidade de se perpetuar.
Portanto, que os varões mais insignes promovam a eleição do futuro pontífice, e que todos os demais os sigam. Sendo este procedimento eleitoral considerado justo e legítimo, visto que ele observa as regras e os procedimentos de inúmeros santos padres e se resume naquela frase do nosso bem-aventurado antecessor Leão, que disse: “Nenhum motivo autoriza que se considerem como bispos aquelas pessoas que não foram eleitas pelos clérigos, aclamadas pelo povo e consagradas pelos bispos sufragâneos com a aprovação do metropolitano”. Já que a Sé Apostólica está acima de toda a igreja espalhada pela orbe, e não pode ter nenhum metropolitano sobre si própria, não há dúvida de que os cardeais bispos desempenham a função de metropolitano, levando o sacerdote eleito ao cume da dignidade apostólica. Se encontrarem alguém digno, que o escolham dentre os seus próprios membros; caso contrário, tomem-no de outra igreja qualquer. Que guardem a reverência e a honra devidas ao nosso querido filho Henrique, que agora é rei e que, assim se espera, será, com a ajuda de Deus, o futuro imperador; e igualmente aos seus sucessores que impetrarem pessoalmente este privilégio à Sé Apostólica. Se prevalecer a perversidade dos homens iníquos e mais, a tal ponto que seja impossível realizar uma eleição livre, justa e genuína, na Urbe, os cardeais bispos, com os sacerdotes e os leigos católicos, legitimamente podem escolher o pontífice da Sé Apostólica onde julgarem mais oportuno. Concluída a eleição, se uma guerra ou qualquer tentativa dos homens se opuser a que o escolhido tome posse da Sé Apostólica, segundo o costume, não obstante isso, o eleito terá toda a autoridade pontifical para dirigir a santa igreja romana, dispondo plenamente das suas prerrogativas, como sabemos que o bem aventurado Gregório o fez antes da sua consagração.
Mas se alguém, contrariando este nosso decreto, promulgado em sínodo, for eleito, consagrado e entronizado mediante a audácia, e revolta ou qualquer outro meio, seja excomungado perpetuamente pela autoridade divina e dos santos apóstolos Pedro e Paulo; e juntamente com seus instigadores, partidários e sequazes, deve ser expulso da santa igreja de Deus, como anticristo, inimigo e destruidor de toda a Cristandade. E não lhe seja concedida credibilidade alguma, mas permaneça eternamente privado da dignidade eclesiástica, não importando o grau a que pertença. Por outro lado, qualquer pessoa que lhe render homenagem, considerando-o como pontífice verdadeiro, ou tentar defendê-lo como tal, será castigado com a mesma sentença. Quem, temerariamente, se opuser a esta decretal e tentar prejudicar a Igreja romana, violando o que foi estabelecido, que seja condenado com um anátema perpétuo e excomungado, e seja contado entre os ímpios que não ressuscitarão no Juízo Final. Sinta sobre si a ira do onipontente Pai, Filho e Espírito Santo e, nesta e na outra vida, sofra a indignação dos Santos Apóstolos Pedro e Paulo, cuja igreja tentou perturbar. Que sua habitação se torne deserta e que ninguém vá manter-se junto a seu tabernáculo. Que seus filhos sejam feitos órfãos e sua esposa viúva. Que seja removido com indignação e que seus filhos mendiguem e sejam jogados para fora de suas habitações. Que o usurário atravesse toda a sua substância e que desconhecidos destruam os frutos de seus trabalhos. Que a terra inteira lute contra ele e que todos os elementos se oponham a ele; que os méritos de todos os santos em repouso o confundam e que nesta vida a vingança aberta seja tomada contra ele. Que os observantes deste nosso decreto sejam protegidos pela graça de Deus onipotente e absolvidos do vínculo de todos os seus pecados pela autoridade dos bem-aventurados bispos e apóstolos Pedro e Paulo.